# Miroslav Leština
Miroslav Leština (* 25. ledna 1964) je bývalý český politik, v 90. letech 20. století krátce poslanec Poslanecké sněmovny za ODA.

## Biografie
V roce 1994 byl zvolen do čela jihočeské konference (krajské organizace) ODA.
Ve volbách v roce 1996 kandidoval do poslanecké sněmovny za ODA (volební obvod Jihočeský kraj). Nebyl zvolen, ale do parlamentu zasedl dodatečně v listopadu 1997 jako náhradník poté, co rezignoval poslanec Roman Češka. Ve sněmovně setrval jen do prosince 1997, kdy sám na mandát rezignoval a nahradila jej Vlasta Parkanová. Do činnosti parlamentu se fakticky nezapojil. Na mandát rezignoval z osobních důvodů. V rámci ODA patřil v roce 1997 k takzvanému pragmatickému křídlu, které čelilo kritice od stoupenců Pravé frakce ODA, jež pragmatiky obviňovala z odklonu od původních konzervativních postulátů strany.
V komunálních volbách roku 1994, komunálních volbách roku 1998 a komunálních volbách roku 2010 neúspěšně kandidoval do zastupitelstva města České Budějovice, v roce 1994 a 1998 za ODA, v roce 2010 jako bezpartijní (byl lídrem hnutí Volba pro město-Nezávislí občané městu). Profesně se uvádí jako podnikatel. V roce 2001 se zmiňuje coby předseda představenstva Jihočeských pivovarů. Do této manažerské funkce nastoupil v lednu 2000.
V prvním čtvrtletí roku 2011 prodal svůj 28,5% podíl v Budějovickém měšťanském pivovaru.